# 金載煥
金 載煥（キム・ジェファン、英語: Kim Jae Hwan、朝鮮語: 김재환、1996年8月13日 - ）は、大韓民国の男子バドミントン選手。

## 経歴
2017年の世界大学大会では、徐承宰とペアを組んで出場し優勝を果たした。
2019年は姜敏赫とペアを組んで、BWF世界ランキングは最高38位まで到達した。